# Dark Lies Make The Heart Burn
Dark Lies Make The Heart Burn är ett "best of"-album med det svenska rockbandet Takida.
Albumet släpptes till en början endast i Norge den 27 april 2012 men släpptes även i Sverige den 1 juni 2012 i en limiterad upplaga.

## Låtlista
1. Fire Away
2. Haven Stay
3. You Learn
4. The Fear
5. Was It I?
6. Deadlock
7. As You Die
8. Never Alone Always Alone
9. Things We Owe
10. Halo
11. Handlake Village
12. Curly Sue
13. Losing
14. Jaded
15. Reason To cry
16. Evil Eye